# セロジネ・ニティダ
セロジネ・ニティダ Coelogyne nitida (D. Don) Lindl. はセロジネ属のラン科植物の一つ。やや小さな白い花をつけ、よい香りがある。

## 特徴
着生の多年生植物。偽鱗茎は長卵形から卵状柱形と細長くなっており、長さは3.5-7cmになる。葉は偽鱗茎の先端に2枚あり、葉柄が区別でき、その長さは4-5cm。葉身は長楕円状披針形で長さは12-22cm。
花期は自生地では4-6月で、花茎は全長12-25cm、4-8個の花をつけ、花茎はその節ごとに少し折れ曲がる。子房はその柄を含めて長さ1.5-2.5cmになる。花は白くて直径3.5-4.5cmになる。唇弁の中裂片は三角状広卵形。唇弁の中央に4本の隆起がある。

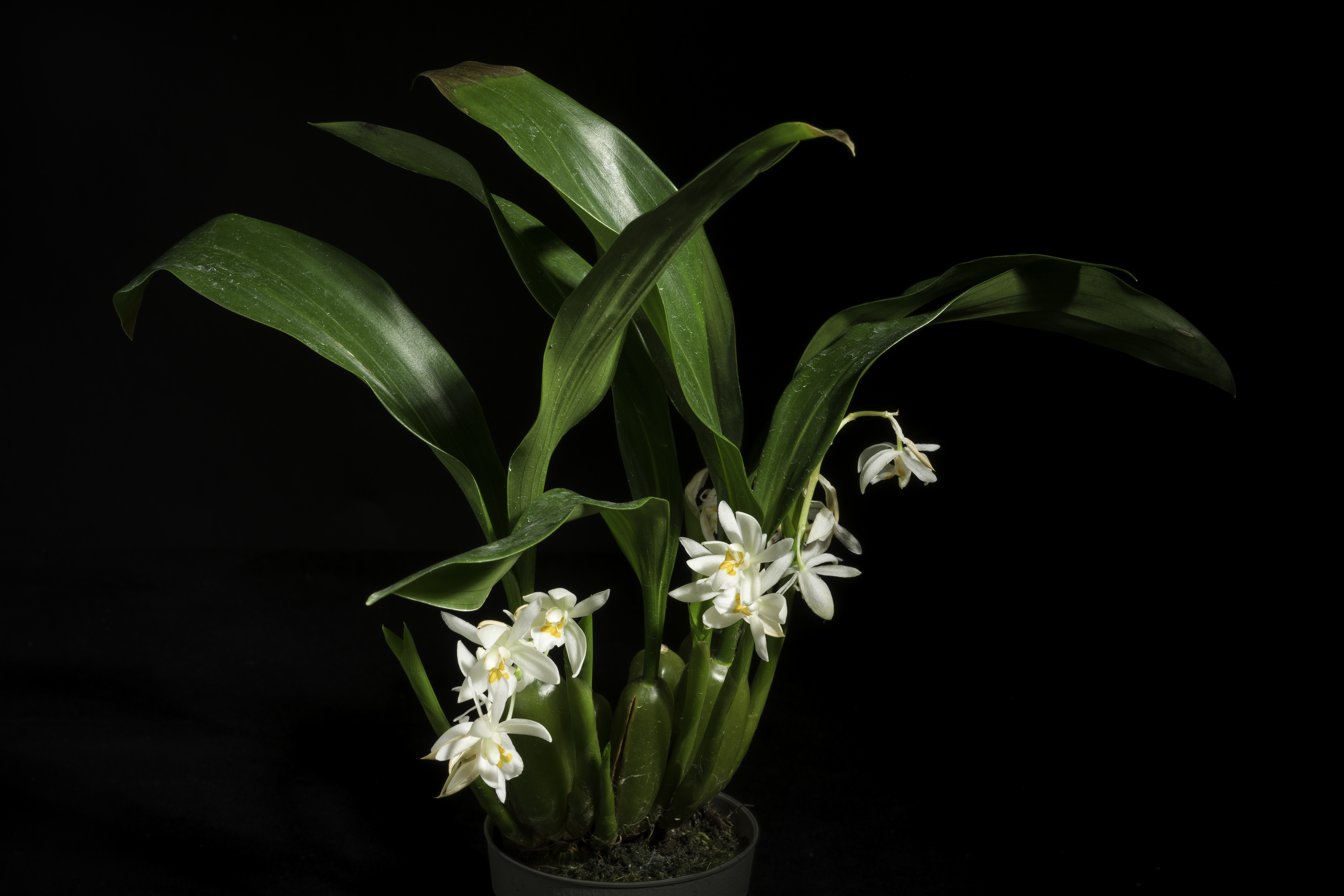
全体の姿
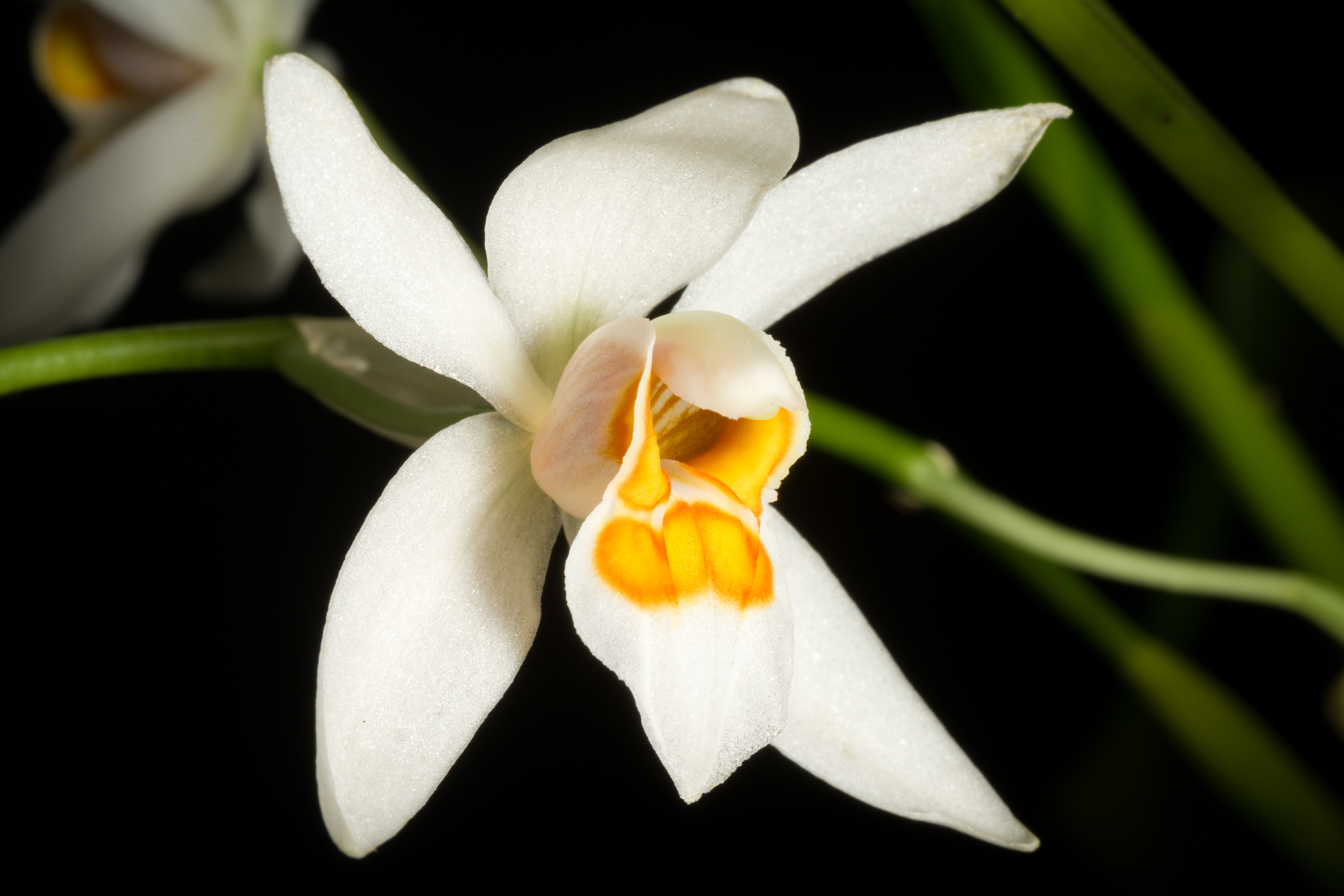
花の拡大像

## 分布と生育環境
ヒマラヤのガルワールから東南アジア、中国の雲南省まで分布する。
ヒマラヤでは山地帯の明るいカシ林や混交林の木に着生してみられるが、時として倒木や岩の割れ目に生育するのが見られる。海抜100-200mの高地に見られるものである。

## 利用
洋ランの1つとして観賞用に栽培される。この属の中では普及している方ではあるが、一般の花店などで見かけることは少ない。
ヨーロッパへの導入は古く、1822年に持ち込まれた。